# NGC 7497
NGC 7497 (другие обозначения — PGC 70569, UGC 12392, MCG 3-59-2, ZWG 454.3, KUG 2306+179, IRAS23065+1754) — спиральная галактика с перемычкой (SBc) в созвездии Пегас.
Этот объект входит в число перечисленных в оригинальной редакции «Нового общего каталога».